# تشارلز كريغتون
تشارلز كريغتون (بالإنجليزية: Charles Creighton)‏ هو حكم كرة قدم أمريكي، ولد في 6 أغسطس 1876 في بلفاست في المملكة المتحدة، وتوفي في 30 يوليو 1949.